# Cambozola

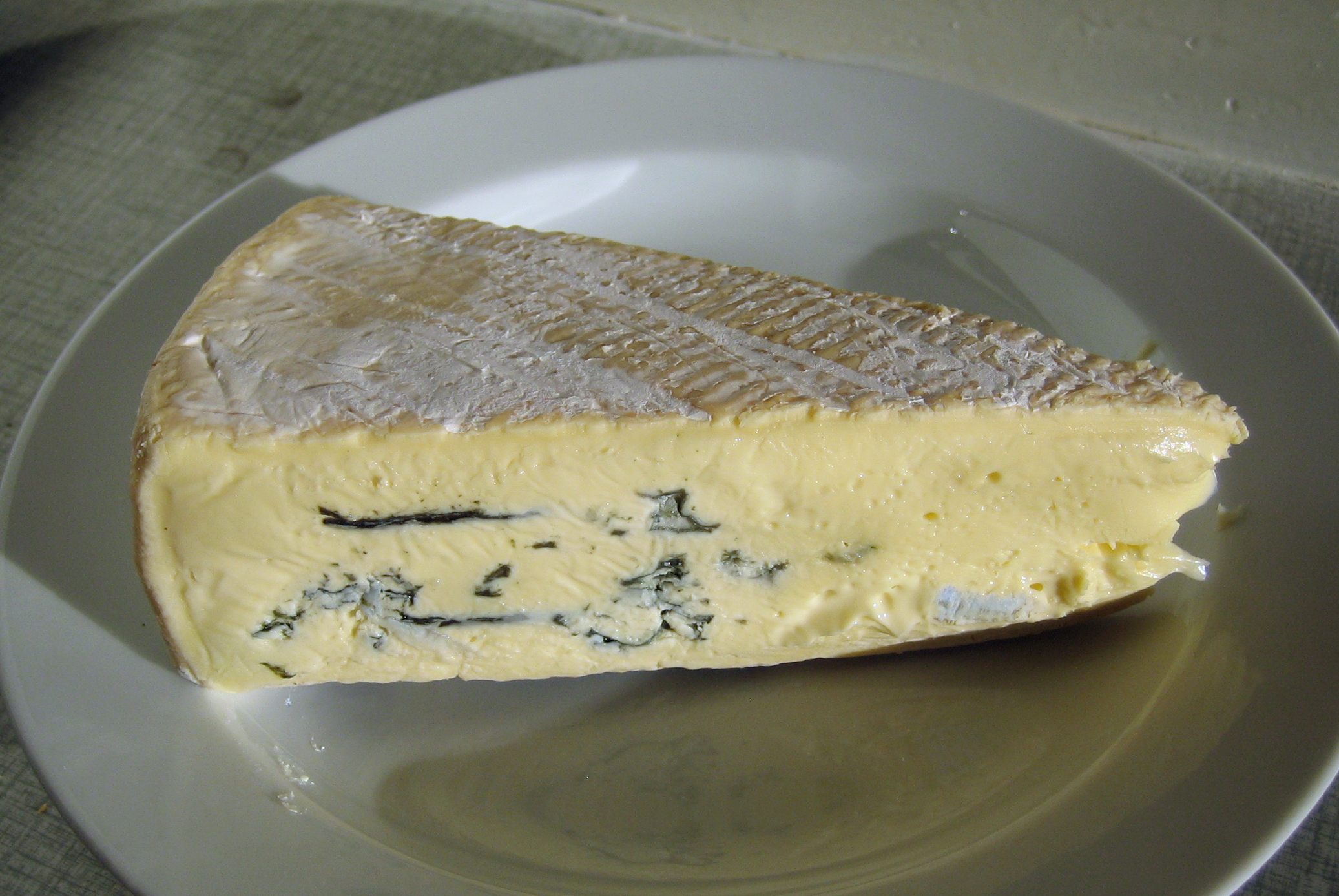
Cambozola

Cambozola is een Duitse kaas die werd ontwikkeld in de jaren 70 van de 20e eeuw.
Deze kaas heeft een zachte romige textuur en een karakteristieke smaak door het gebruik van blauwculturen.
De kaasmakers kozen de naam Cambozola, vanwege de historische oorsprong: al in de derde eeuw na Christus werd in de Allgäu kaas geproduceerd en dit vooral in de Keltische vesting Cambodonum, het huidige Kempten.
De kaas wordt bereid uit gepasteuriseerde koemelk en behoort tot het segment Blauwaderkazen.
De buitenkant van de kaas is overtrokken met een laagje witte schimmel. De binnenkant is zacht, romig wit met lichtblauwe schimmel.
Er bestaat ook Cambozola Balance, met een lager vetgehalte.